# Tirana
Tirana (tiếng Albania: Tiranë; phương ngữ Gheg địa phương: Tirona) là thủ đô và thành phố lớn nhất của Albania cũng như trung tâm văn hóa, kinh tế và chính trị của đất nước. Nó tọa lạc tại trung tâm miền tây Albania, được vây quanh bởi các ngọn đồi, với núi Dajt ở phía đông và một thung lũng nhỏ phía tây bắc hướng về biển Adriatic phía xa.
Thành phố cách Athens 700 kilômét (430 dặm) về phía bắc, cách Skopje 290 km (180 mi) về phía tây, cách Pristina 250 km (160 mi) về phía đông nam và cách Podgorica 160 km (99 mi) về phía nam.
Tirana là một trong những thành phố lớn nhất bán đảo Balkan (xếp thứ 7). Tổng dân số đô thị Tirana khoảng 800.986. 
Đây cũng là vùng đô thị lớn nhất Albania. Hầu như tất cả các công ty lớn, các nhà máy và cơ quan nghiên cứu khoa học đều đặt trụ sở tại thành phố. Nó nằm trong Tốp 10 thành phố nhiều nắng nhất châu Âu với tổng cộng 2544 giờ nắng.

## Địa lý

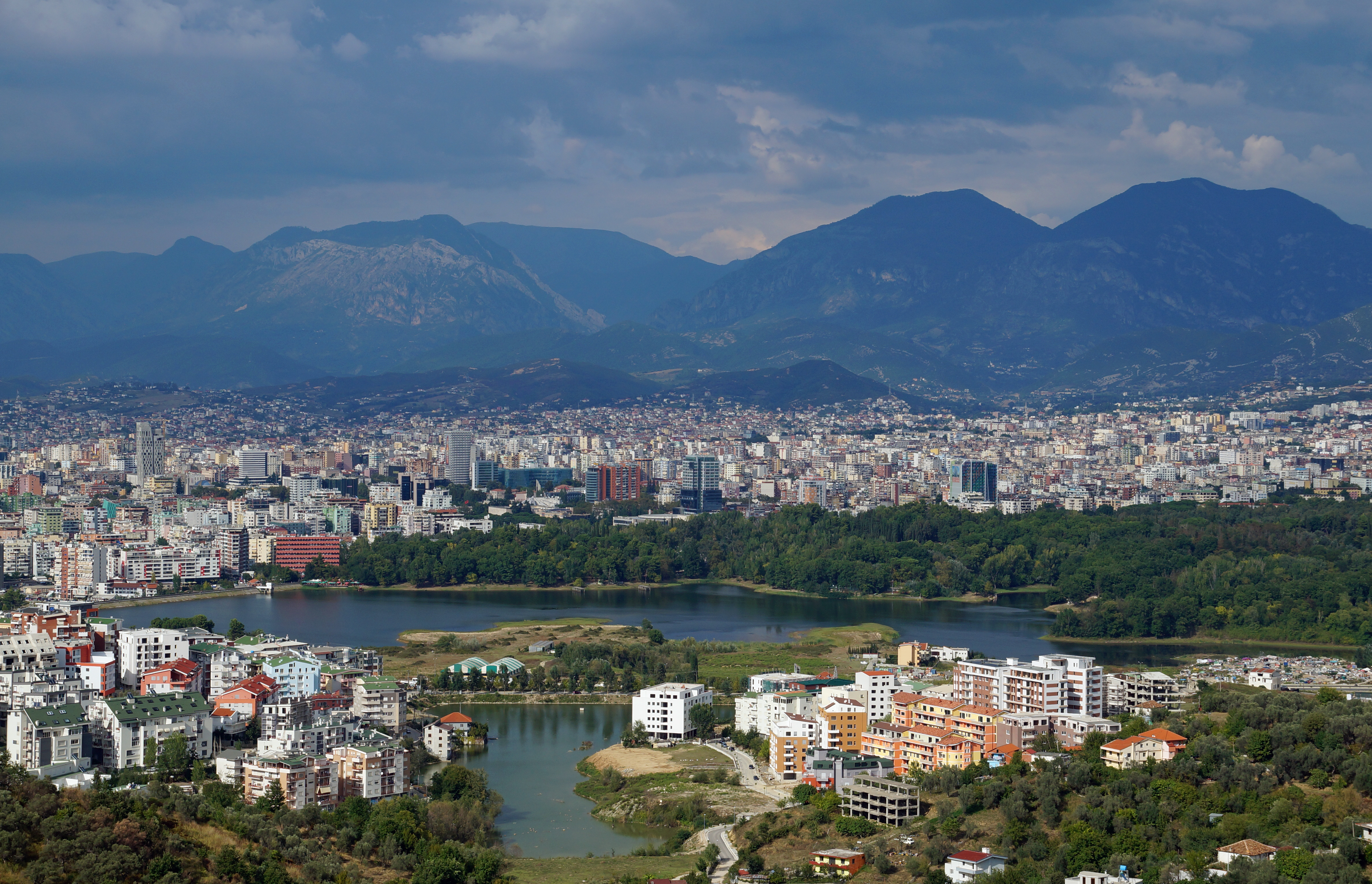
The Artificial Lake and Grand Park as seen from above.

Tirana tọa lạc tại vùng trung tâm Albania, khoảng 32 kilômét (20 mi) vào nội địa. Độ cao trung bình là 110 mét (360 ft) trên mực nước biển và điểm cao nhất đạt 1.828 tại Mali me Gropa. Thành phố được vây quanh bởi các ngọn đồi, với núi Dajt ở phía đông và một thung lũng nhỏ phía tây bắc hướng về biển Adriatic phía xa. Sông Tiranë và suối Lanë chảy qua thành phố. Tirana có bốn hồ nhân tạo.

### Khí hậu
Theo phân loại khí hậu Köppen, Tirana có khí hậu cận nhiệt đới ẩm (Cfa), nhận được nhiều mưa vào mùa hè hơn khí hậu Địa Trung Hải. Tất cả các tháng mùa hè có lượng mưa trên 40 milimét (1,6 in), mùa hè nóng còn mùa đông mát và ẩm ướt. Một ít tuyết thường rơi mỗi mùa đông nhưng đều nhanh chóng tan chảy.
| Dữ liệu khí hậu của Tirana (1961–1990)       | Dữ liệu khí hậu của Tirana (1961–1990) | Dữ liệu khí hậu của Tirana (1961–1990) | Dữ liệu khí hậu của Tirana (1961–1990) | Dữ liệu khí hậu của Tirana (1961–1990) | Dữ liệu khí hậu của Tirana (1961–1990) | Dữ liệu khí hậu của Tirana (1961–1990) | Dữ liệu khí hậu của Tirana (1961–1990) | Dữ liệu khí hậu của Tirana (1961–1990) | Dữ liệu khí hậu của Tirana (1961–1990) | Dữ liệu khí hậu của Tirana (1961–1990) | Dữ liệu khí hậu của Tirana (1961–1990) | Dữ liệu khí hậu của Tirana (1961–1990) | Dữ liệu khí hậu của Tirana (1961–1990) |
| Tháng                                        | 1                                      | 2                                      | 3                                      | 4                                      | 5                                      | 6                                      | 7                                      | 8                                      | 9                                      | 10                                     | 11                                     | 12                                     | Năm                                    |
| -------------------------------------------- | -------------------------------------- | -------------------------------------- | -------------------------------------- | -------------------------------------- | -------------------------------------- | -------------------------------------- | -------------------------------------- | -------------------------------------- | -------------------------------------- | -------------------------------------- | -------------------------------------- | -------------------------------------- | -------------------------------------- |
| Cao kỉ lục °C (°F)                           | 21.2 (70.2)                            | 28.0 (82.4)                            | 30.3 (86.5)                            | 32.6 (90.7)                            | 35.9 (96.6)                            | 39.6 (103.3)                           | 42.2 (108.0)                           | 41.4 (106.5)                           | 39.7 (103.5)                           | 36.1 (97.0)                            | 26.1 (79.0)                            | 22.5 (72.5)                            | 42.2 (108.0)                           |
| Trung bình ngày tối đa °C (°F)               | 11.6 (52.9)                            | 12.9 (55.2)                            | 15.6 (60.1)                            | 19.0 (66.2)                            | 23.8 (74.8)                            | 27.7 (81.9)                            | 30.7 (87.3)                            | 30.7 (87.3)                            | 27.3 (81.1)                            | 21.8 (71.2)                            | 17.1 (62.8)                            | 13.0 (55.4)                            | 21.0 (69.8)                            |
| Trung bình ngày °C (°F)                      | 6.7 (44.1)                             | 7.8 (46.0)                             | 10.0 (50.0)                            | 13.4 (56.1)                            | 18.0 (64.4)                            | 21.6 (70.9)                            | 24.0 (75.2)                            | 23.8 (74.8)                            | 20.7 (69.3)                            | 16.0 (60.8)                            | 11.7 (53.1)                            | 8.1 (46.6)                             | 15.2 (59.4)                            |
| Tối thiểu trung bình ngày °C (°F)            | 1.8 (35.2)                             | 2.6 (36.7)                             | 4.5 (40.1)                             | 7.9 (46.2)                             | 12.1 (53.8)                            | 15.6 (60.1)                            | 17.2 (63.0)                            | 16.9 (62.4)                            | 14.1 (57.4)                            | 10.1 (50.2)                            | 6.3 (43.3)                             | 3.2 (37.8)                             | 9.4 (48.9)                             |
| Thấp kỉ lục °C (°F)                          | −9.9 (14.2)                            | −9.4 (15.1)                            | −6.0 (21.2)                            | −1.0 (30.2)                            | 3.4 (38.1)                             | 6.2 (43.2)                             | 4.2 (39.6)                             | 10.6 (51.1)                            | 5.5 (41.9)                             | −0.4 (31.3)                            | −4.3 (24.3)                            | −6.6 (20.1)                            | −9.9 (14.2)                            |
| Lượng Giáng thủy trung bình mm (inches)      | 143 (5.6)                              | 132 (5.2)                              | 115 (4.5)                              | 104 (4.1)                              | 103 (4.1)                              | 68 (2.7)                               | 42 (1.7)                               | 46 (1.8)                               | 78 (3.1)                               | 114 (4.5)                              | 172 (6.8)                              | 148 (5.8)                              | 1.266 (49.8)                           |
| Số ngày giáng thủy trung bình (≥ 0.1 mm)     | 13                                     | 13                                     | 14                                     | 13                                     | 12                                     | 7                                      | 5                                      | 4                                      | 6                                      | 9                                      | 16                                     | 16                                     | 128                                    |
| Độ ẩm tương đối trung bình (%)               | 74                                     | 73                                     | 69                                     | 72                                     | 68                                     | 69                                     | 62                                     | 64                                     | 71                                     | 70                                     | 76                                     | 79                                     | 71                                     |
| Số giờ nắng trung bình tháng                 | 124                                    | 125                                    | 165                                    | 191                                    | 263                                    | 298                                    | 354                                    | 327                                    | 264                                    | 218                                    | 127                                    | 88                                     | 2.544                                  |
| Nguồn 1: Deutscher Wetterdienst              |                                        |                                        |                                        |                                        |                                        |                                        |                                        |                                        |                                        |                                        |                                        |                                        |                                        |
| Nguồn 2: Meteo Climat (ghi nhận cao và thấp) |                                        |                                        |                                        |                                        |                                        |                                        |                                        |                                        |                                        |                                        |                                        |                                        |                                        |